# "Emme" come Milano
"Emme" come Milano è un album di Memo Remigi, pubblicato dall'etichetta discografica Carosello Records nel 1975.

## Tracce

### LP
Lato A
1. Emme come Milano (Orchestra diretta da Nini Carucci) – 2:12 (testo: Alberto Testa – musica: Memo Remigi)
2. Caffellatte, minestra, amore (Orchestra diretta da Angelo Giacomazzi) – 2:07 (testo: Alberto Testa – musica: Memo Remigi)
3. Innamorati a Milano (Orchestra diretta da Nini Carucci) – 2:57 (testo: Alberto Testa – musica: Memo Remigi)
4. Amami Alfredo (Orchestra diretta da Nini Carucci) – 3:08 (testo: Luciano Beretta – musica: Memo Remigi)
5. Tra i gerani e l'edera (Orchestra diretta da Angelo Giacomazzi) – 3:48 (testo: Luciano Beretta – musica: Memo Remigi)
6. Fra due milioni di persone (Orchestra diretta da Angelo Giacomazzi) – 3:12 (testo: Alberto Testa – musica: Memo Remigi)

Lato B
1. Carnevale a Milano (Orchestra diretta da Angelo Giacomazzi) – 3:25 (testo: Alberto Testa – musica: Memo Remigi)
2. Ma pensa te (Orchestra diretta da Nini Carucci) – 2:36 (testo: Luciano Beretta, Alberto Testa – musica: Memo Remigi)
3. Io sono di Milano (Orchestra diretta da Nini Carucci) – 2:18 (testo: Giorgio Calabrese, Luciano Beretta – musica: Memo Remigi)
4. Secondo te (Orchestra diretta da Nini Carucci) – 3:41 (testo: Alberto Testa – musica: Memo Remigi)
5. La verginità (Orchestra diretta da Angelo Giacomazzi) – 2:32 (testo: Alberto Testa – musica: Memo Remigi)
6. La traversata di Milano (Orchestra diretta da Angelo Giacomazzi) – 2:53 (testo: Alberto Testa – musica: Memo Remigi)

## Musicisti
- Memo Remigi – voce
- Angelo Giacomazzi e Nini Carucci – direzione orchestra

Note aggiuntive
- Carosello C.E.M.E.O. – produttore
- Alberto Testa – realizzazione
- Gigi Gherardi – disegni copertina album
- Edoardo Guerreri – impaginazione copertina album[1]